# Lacera noctilio
Lacera noctilio là một loài bướm đêm trong họ Erebidae.